# Liste der Mitglieder der Deutschen Akademie der Naturforscher Leopoldina/1915
Die Liste der Mitglieder der Deutschen Akademie der Naturforscher Leopoldina für 1915 enthält alle Personen, die im Jahr 1915 zum Mitglied ernannt wurden. Insgesamt gab es drei neu gewählte Mitglieder.

## Neu gewählte Mitglieder
| Nr.  | Name                      | Geboren       | Aufnahme | Gestorben     | Fachsektion                              | Bild |
| ---- | ------------------------- | ------------- | -------- | ------------- | ---------------------------------------- | ---- |
| 3368 | Rudolf Armin Fick         | 24. Feb. 1866 | 21. Jan. | 23. Mai 1939  | Zoologie und Anatomie                    |      |
| 3369 | Karl Richard von Koch     | 2. Aug. 1852  | 10. Feb. | 15. Apr. 1924 | Physik und Meteorologie                  |      |
| 3370 | Augustin Friedrich Krämer | 27. Aug. 1865 | 11. Feb. | 11. Nov. 1941 | Anthropologie, Ethnologie und Geographie |      |